# Craig Raine
Craig Raine (ur. 3 grudnia 1944 w Shildon, w hrabstwie Durham) – brytyjski poeta i krytyk literacki.

## Życiorys
Raine urodził się w rodzinie robotniczej. Jego ojciec imał się rozmaitych zajęć (był m.in. bokserem i spirytystą). W latach 1963–1966 Raine studiował język i literaturę angielską w Exeter College Uniwersytetu Oksfordzkiego, tam również w latach 1969–1971 przygotowywał dysertację doktorską na temat poezji Samuela Taylora Coleridge’a, lecz nie uzyskał tytułu, zrezygnowawszy z jej pisania po otrzymaniu rocznej posady wykładowcy w Exeter. Później wykładał w różnych oksfordzkich kolegiach i redagował pisma literackie. Jego studentami byli m.in. Martin Amis i Christopher Reid. W latach 70. zaczął też publikować swoje wiersze, początkowo w czasopismach; cieszyły się one sporym zainteresowaniem krytyki, co zaowocowało m.in. dwukrotnym zdobyciem Cheltenham Poetry Prize oraz w 1978 drugiego miejsca w konkursie National Poetry Competition. W tym samym roku ukazał się entuzjastycznie przyjęty przez krytykę debiutancki tomik Raine’a pt. The Onion, Memory, a w 1979 kolejny – A Martian Sends a Postcard Home, będący prawdziwym wydarzeniem literackim. W 1981 Raine został redaktorem działu poezji w wydawnictwie Faber and Faber i stanowisko to piastował do 1991. Był tym samym pierwszym od czasów T.S. Eliota poetą w tym wydawnictwie, który przyjmował do druku swoje własne utwory. Od 1991 wykłada literaturę angielską w New College w Oksfordzie. Od 1972 roku jego żoną jest Ann Pasternak Slater, spokrewniona z Borysem Pasternakiem, również wykładowca Oksfordu (St Anne’s College); mają czworo dzieci.
Craig Raine jest również założycielem (1999) i redaktorem naczelnym wychodzącego w Oksfordzie kwartalnika literackiego „Areté”.

## Charakter twórczości
Styl obrazowania Raine’a określany jest często mianem „poezji marsjańskiej” (ang. Martian poetry), a nazwy „szkoła Marsjan” używa się w odniesieniu do twórczości jego i jego naśladowców, do których należy przede wszystkim Christopher Reid. Jego wpływy da się zauważyć również w utworach Medbh McGuckian czy Davida Sweetmana. Terminu, szybko podchwyconego przez innych, użył po raz pierwszy James Fenton, nawiązując do tytułowego wiersza Raine’a ze zbioru A Martian Sends a Postcard Home, będącego typowym przykładem jego poetyki.
Poezja Raine’a gęsta jest od zaskakujących metafor i skojarzeń, często humorystycznych, ujmujących rzeczy zwyczajne i dobrze znane w sposób niezwykły – widziane są one oczami osób niejako z natury nie mogących ich automatycznie postrzegać i nazywać w sposób typowy (np. tytułowy Marsjanin ze wspomnianego wiersza, dziecko, osoby pochodzące z innego obszaru kulturowego). Przykładem może być następujący opis książek i ich wpływu na czytelnika:
Caxtony to mechaniczne ptaki z wieloma skrzydłami,
niektóre są cenione za swoje plamki,
to przez nie oczy topią się jak lód,
lub ciało krzyczy, choć nie czuje bólu.
Nie widziałem żadnego w locie, ale
Czasami przysiadają na dłoni.
(„Marsjanin wysyła pocztówkę do domu”, tłum. J. Jarniewicz)
Charakterystyczne dla stylu Raine’a jest również malarskie zwrócenie uwagi na szczegóły wizualne.
Poezja marsjańska wyrosła częściowo na gruncie poezji eksperymentalnej, lecz widać w niej również powinowactwo z tradycją angielskiej poezji metafizycznej (podobieństwa w stosowaniu konceptu), poezji nonsensu (Edward Lear, Lewis Carroll), a nawet literackiej tradycji staroangielskiej (wiersz i zawarte w nim metafory są niejako szaradą rozwiązywaną przez odbiorcę, stosowanie peryfraz na podobieństwo kenningów).
Raine jest również autorem libretta operowego pt. The Electrification of the Soviet Union, na podstawie opowiadania Borisa Pasternaka.
W Polsce twórczość Craiga Raine’a znana jest głównie dzięki tłumaczeniom Jerzego Jarniewicza, Jarosława Andersa i Piotra Sommera. Jego wiersze publikowane były m.in. w „Literaturze na Świecie”, spory wybór ukazał się w Antologii współczesnej poezji brytyjskiej pod redakcją Piotra Sommera (1983). Ukazały się również dwa odrębne wybory: dwujęzyczny Księga Proroctw i inne wiersze. The Prophetic Book and Other Poems (1991) w tłumaczeniu Jerzego Jarniewicza oraz Wolny przekład (1999) w tłumaczeniu J. Jarniewicza i Piotra Sommera. Craig Raine dwukrotnie odwiedził Polskę, w 1997 i 1999.

## Publikacje

### Poezja
- The Onion, Memory, (1978)
- A Martian Sends a Postcard Home, (1979)
- A Free Translation, (1981)
- Rich, (1984)
- The Prophetic Book, (1990, poemat)
- History: The Home Movie, (1995, poemat)
- Clay. Whereabouts Unknown, (1996)
- Collected Poems, 1978-1999, (1999)
- À la recherche du temps perdu, (2000)

### Inne
- The Electrification of the Soviet Union, (1985, libretto operowe)
- Haydn and the Valve Trumpet, (1990, eseje krytycznoliterackie)
- In Defence of T. S. Eliot, (2000, szkice krytycznoliterackie)